# Nyamigezi (vattendrag i Burundi, Rutana)
Nyamigezi är ett vattendrag i Burundi.   Det ligger i provinsen Rutana, i den centrala delen av landet, 100 km sydost om huvudstaden Bujumbura.
Omgivningarna runt Nyamigezi är en mosaik av jordbruksmark och naturlig växtlighet. Runt Nyamigezi är det ganska tätbefolkat, med 239 invånare per kvadratkilometer.